# Crystal Nights
Crystal Nights (deutsch Kristallnächte) ist eine Science-Fiction-Novelette des australischen Schriftstellers Greg Egan, zuerst veröffentlicht in Interzone #215 im April 2008. Die Kurzgeschichte wurde ebenfalls in den Sammlungen Crystal Nights and Other Stories im Jahr 2009, Oceanic im Jahr 2009 und The Best of Greg Egan im Jahr 2019 hinzugefügt.

## Handlung
Daniel Cliff, ein exzentrischer Tech-Milliardär, will in einem neuen Projekt eine auf Kristallographie basierende Technologie für die Simulation von künstlicher Intelligenz benutzen. Julie Dehghani, eine KI-Forscherin, verweigert jedoch die Mithilfe an dem geplanten Projekt und begründet dies mit moralischen und ethischen Bedenken, da die simulierten Wesen dafür leiden und sterben müssten. Daniel widerspricht und wirft ein, dass jemand mit wesentlich böseren Intentionen schneller dabei sein könnte, Gott zu spielen. Mit der Hilfe seines Assistenten Lucien Crace und der Finanzierung durch seine eigene Firma fährt Daniel alleine fort und erschafft als Phites bezeichnete Wesen mithilfe eines Sapphite genannten Kristalls. Diese entwickeln sich rasend schnell weiter und erreichen sogar den technologischen Stand der Menschheit, etwa durch Forschung an einem Quark-Modell. Daniel kontaktiert einen Phrite, von ihm Primo genannt, und erzählt diesem die Wahrheit über deren Existenz sowie den neuen Plan, deren Welt mit einem größeren Computer zu erweitern. Daniel wird böse, als Primo nicht sofort seine Treue schwört, da seine Hoffnung ist, als Schöpfer der Phrites durch deren Fortschritt ebenfalls angehoben zu werden. Kurz darauf wird eine Strahlenexplosion registriert, welche Daniel verbrennt und auf die durch ein selbst erschaffen es Wurmloch entkommenen Phrites zurückgeführt werden kann. Mit einem Gefühl von Betroffenheit beschließt Daniel im Krankenhaus, ein neues Universum zu schaffen, doch Verbündete zu brauchen, um die Last für ihn zu tragen.

## Auszeichnungen
Crystal Nights wurde für den British Science Fiction Association Award im Jahr 2009 und den japanischen Seiun-Preis im Jahr 2009 nominiert. Crystal Nights erreichte ebenfalls den siebten Platz beim Reader Poll des Locus Award im Jahr 2009 und den dritten Platz beim Interzone Reader Poll im Jahr 2009.

## Kritik
Russell Letson schreibt im Locus Magazine, dass die Novelette sich mit der Moralität der Entwicklung künstlicher Intelligenz durch Nachahmung von Evolution beschäftigt, wobei Gott mit fühlenden Wesen auf einem Computer gespielt wird („turns on the morality of developing artificial minds by mimicking evolution – of playing god with sentient beings that happen to run in a computer“). Dabei sind die moralischen, ethischen und sozial-politischen Interessen von Greg Egan überall verwoben sowie thematisch zentral („Egan’s moral, ethical, and social-political interests are woven throughout, and they are thematically central“).
Salik Shah schreibt im Reactor Magazine, dass die Novelette fein und würdig einer Adaption durch Hollywood oder Netflix sei, da dadurch die ethischen Bedenken von Greg Egan zu künstlicher Intelligenz kristallisiert wird („is a fine story, one eminently worthy of Hollywood or Netflix adaptation, for it crystalizes (ahem) Egan’s ethical concerns relating to AI development for all to see“).